# Mimumesa
Mimumesa  (лат.) — род песочных ос (Crabronidae) из подсемейства Pemphredoninae.

## Распространение
В мире 32 вида, в Палеарктике 13, в России 7 видов.
Большая часть видов встречается в Неарктике. В Казахстане известно 5 видов.

## Описание
Мелкие осы, гнездящиеся в глинистой почве (в обрывах) или в гнилой древесине. Брюшко со стебельком. Вершина наличника выемчатая. Мандибулы на вершине несут два зубца. Переднее крыло с 3 субмаргинальными ячейками. Усиковые ямки отделены от наличника и расположены около середины лица. Голени средних ног несут одну шпору. Усики самца 13-члениковые, самки — 12-члениковые. Нижнечелюстные щупики состоят из 6 члеников, а нижнегубные — из 4. Охотятся на равнокрылых (Homoptera) из семейств цмкадок Delphacidae и Cicadellidae.

## Классификация
Около 30 видов
- Mimumesa atratina (F.Mor.)
- Mimumesa beaumonti (Lith)
- Mimumesa dahlbomi (Wesm.)
- Mimumesa littoralis (Bondr.)
- Mimumesa unicolor (Lind.)